# St. Georg (Oberteisendorf)

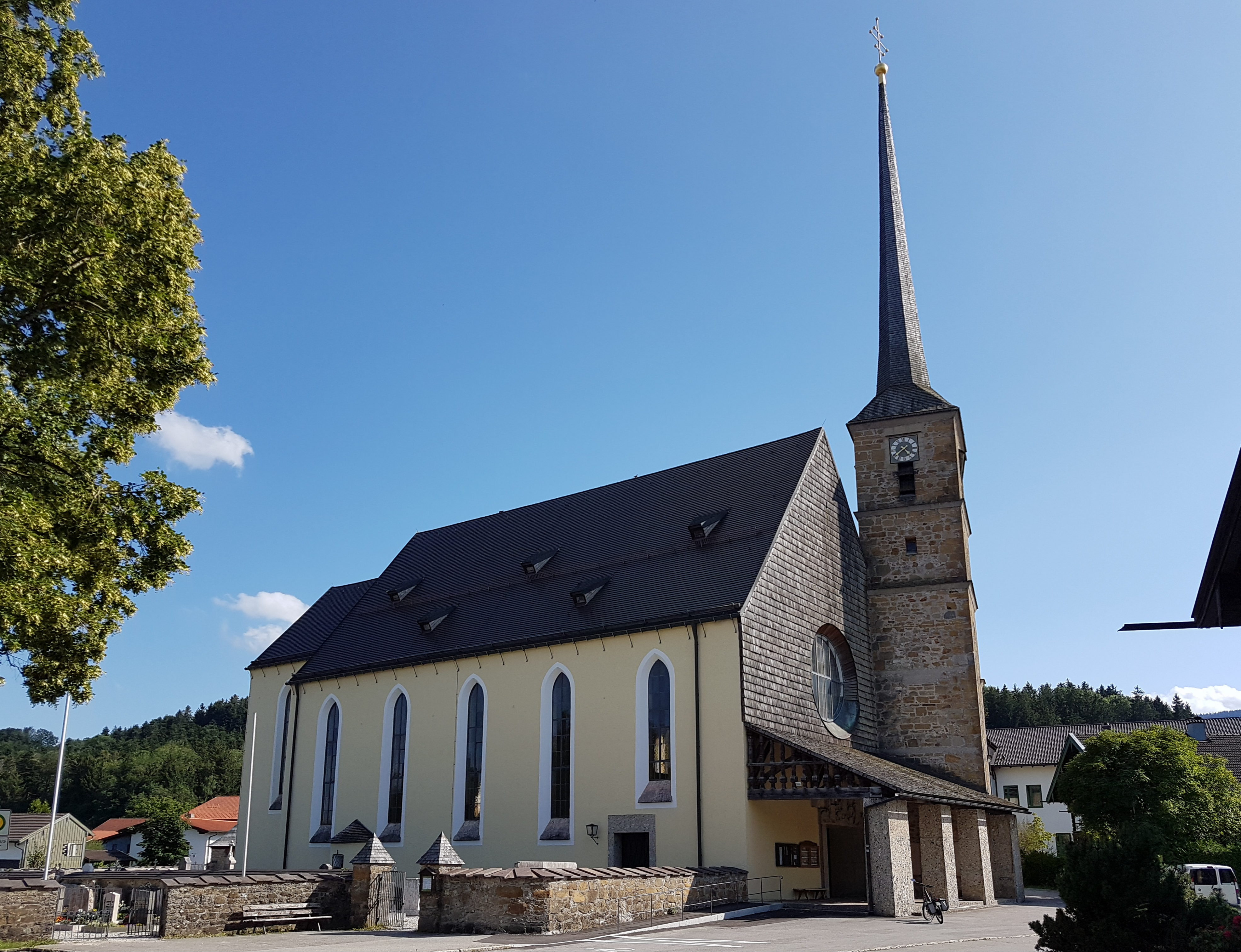
St. Georg in Oberteisendorf

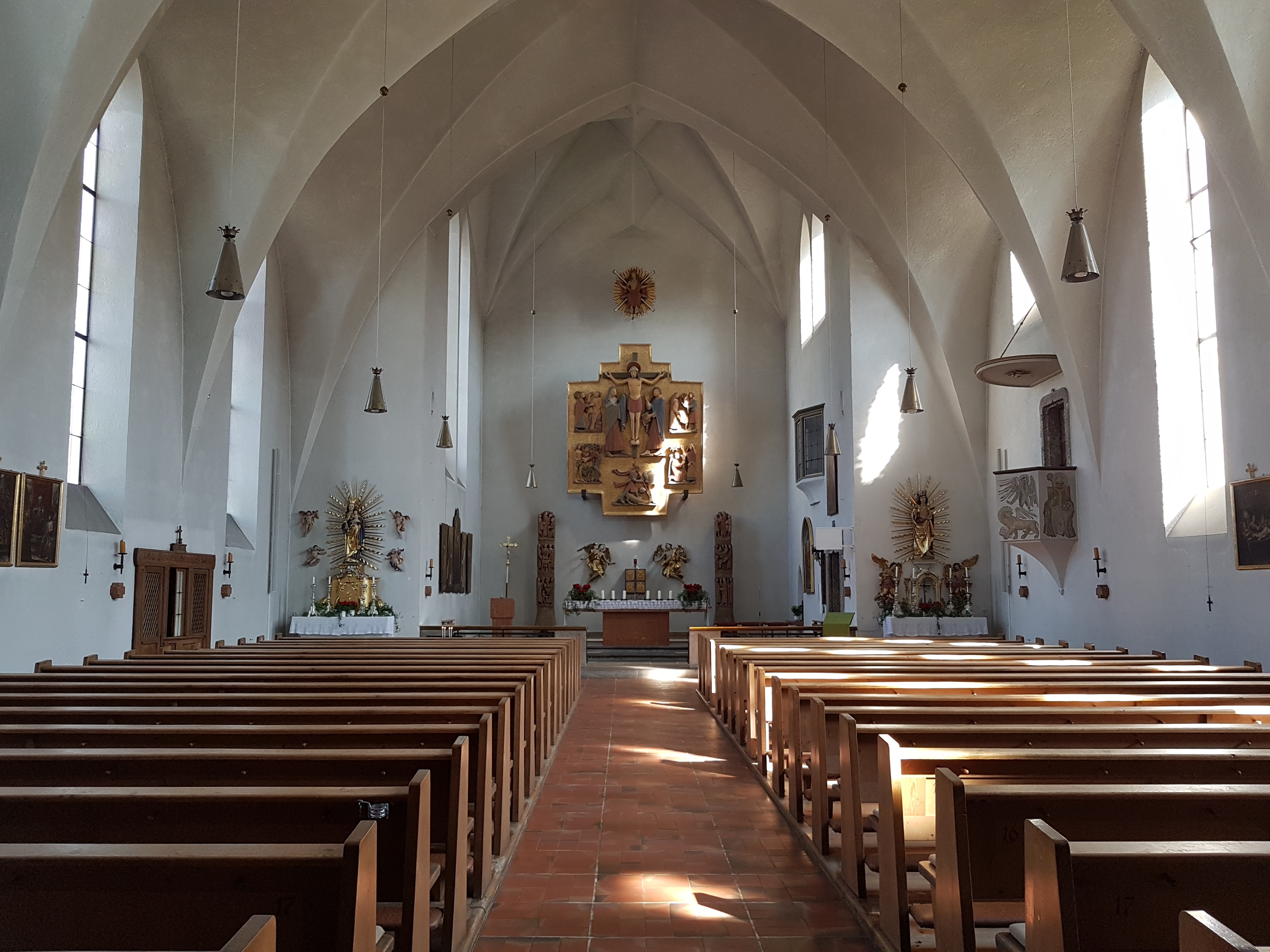
Innenraum

Die römisch-katholische Pfarrkirche St. Georg steht in Oberteisendorf, einem Gemeindeteil des Marktes Teisendorf im oberbayerischen Landkreis Berchtesgadener Land. Die Kirche steht unter Denkmalschutz und ist in der Liste der Baudenkmäler in Teisendorf unter der Nr. D-1-72-134-139 eingetragen. Sie gehört zum Pfarrverband Teisendorf im Dekanat Berchtesgadener Land (Erzbistum München und Freising).

## Beschreibung
Die neugotische Saalkirche wurde 1952/54 anstelle einer Vorgängerkirche errichtet. Sie besteht aus dem Langhaus, dem eingezogenen Chor im Osten und der Sakristei an der Südwand des Chors. Der Fassadenturm im Westen stammt von der Vorgängerkirche und wurde 1932 aus Feldsteinen erneuert. Sein oberstes Geschoss enthält den Glockenstuhl mit vier Glocken und die Turmuhr. Darauf sitzt ein schlanker, spitzer Knickhelm.
Die Kirchenausstattung wurde vom Vorgängerbau übernommen. Über dem linken Seitenaltar ist Maria als Mondsichelmadonna mit dem Kind Jesus dargestellt, die über die Schlange (den Teufel) siegt, über dem rechten als Mater Dolorosa, deren Seele von einem Schwert durchdrungen wird (Lk 2,35 ). Beide Skulpturen sind von einem goldenen Strahlenkranz umgeben. 

## Orgel

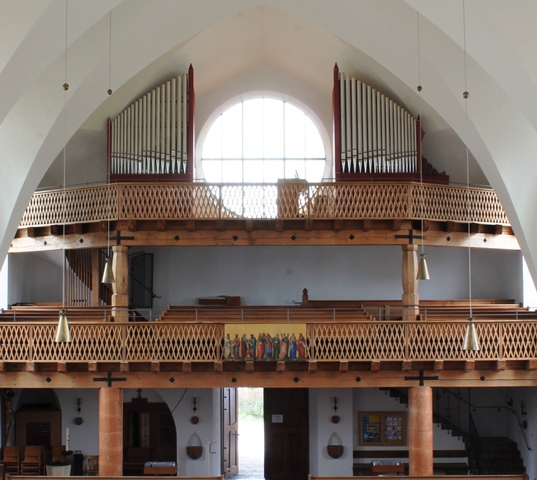
Orgel

Bereits 1850 war eine Orgel nachweisbar. 1896 erbaute G. F. Steinmeyer als Opus 569 ein siebenregistriges, pneumatisches Instrument. Dieses Werk wurde 1955 unter umfangreicher Verwendung des vorhandenen Pfeifenmaterials durch ein zweimanualiges Instrument mit Freipfeifenprospekt der Firma Wastlhuber ersetzt. In den letzten Jahrzehnten traten immer mehr gravierendere technische Mängel an diesem Werk auf. Selbst eine Überarbeitung 1985 durch Wastelshubers Nachfolger Friedrich Glockner brachte nicht die gewünschte Wirkung. Daher baute 2021 die Firma Linder eine neue Orgel. Seitens der Denkmalpflege wurde ein Instrument mit Freipfeifenprospekt gewünscht. Damit zeichnet das heutige Erscheinungsbild die Optik des Vorgängerinstrumentes nach. Da sich das Steinmeyer-Pfeifenwerk gut erhalten hatte, wurde verwendbares Material, insbesondere der Streicher-, Flöten- und Prinzipalchor restauriert. Damit mündete die klangliche Gestaltung in ein spätromantisch eingefärbtes Werk. Die heutige Schleifladen-Orgel verfügt über 16 klingende Register auf zwei Manualen und Pedal. Die Disposition lautet:
| I Hauptwerk C–g3 |       |
| Prinzipal        | 8′    |
| Flauto amabile   | 8′    |
| Octave           | 4′    |
| Traversflöte     | 4′    |
| Quinte           | 2 ⁄3′ |
| Superoctave      | 2′    |
| Quinte           | 1 ⁄3′ |
| Mixtur IV        | 1 ⁄3′ |

| II Schwellwerk C–g3 |       |
| Bourdun             | 8′    |
| Gambe               | 8′    |
| Voix celeste        | 8′    |
| Fugara              | 4′    |
| Cornet II           | 2 ⁄3′ |
| Doublette           | 2′    |
| Trompette           | 8′    |

| Pedal C–f1 |     |
| Subbaß     | 16′ |
| Oktavbaß   | 08′ |
| Posaunbaß  | 08′ |

- Koppeln: II/I, SubII/I, I/P, II/P